# Kuşadası
Kuşadası (antigament Anea, Anaea, Annaea, Annaia; en català medieval: Ània) és una ciutat balneari de la província d'Aydin, a la costa de la mar Egea, Turquia.
Entre el 4 i el 17 d'abril de 2006, fou la seu de la VIIa edició del Campionat d'Europa d'escacs individual.